# Dermatocráneo

El dermatocráneo es la parte del cráneo de los vertebrados que se origina por osificación intramembranosa. Aparece en todos los vertebrados, excepto en agnatos actuales y elasmobranquios. Tiene su origen evolutivo en el exosqueleto dérmico de los agnatos primitivos. Este exosqueleto o armadura se interioriza en los osteíctios, pasando a integrar parte del esqueleto interno. Forma principalmente la bóveda cráneana, los huesos operculares de los peces, los huesos que recubren el paladar y la mayor parte de los huesos de la mandíbula. El único hueso de la mandíbula de los mamíferos es parte del dermatocráneo.

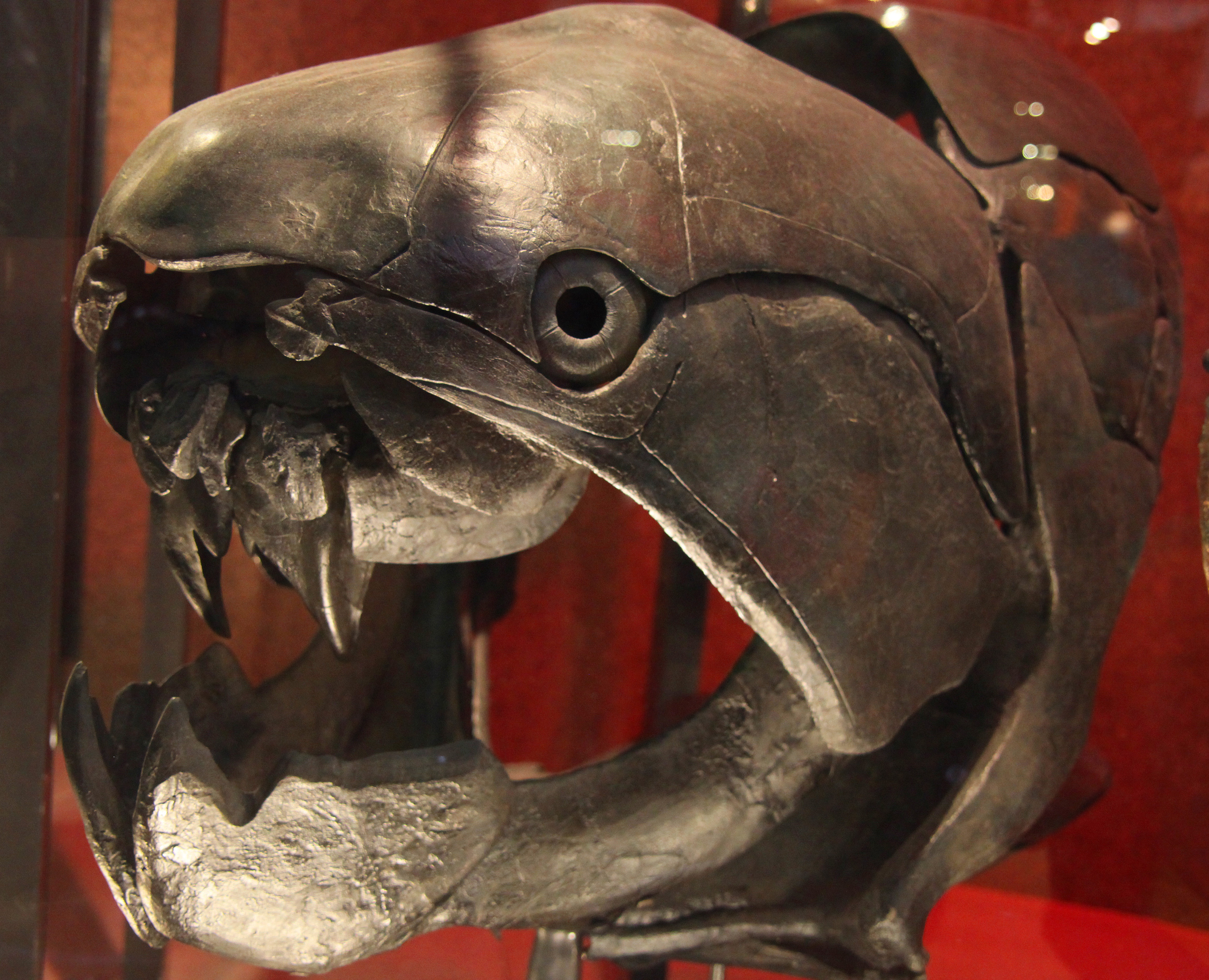
Cráneo de un pez primitivo